# Nowo Seło (gmina Koczani)
Nowo Seło lub Novo Selo (maced. Ново Село) – wieś w północno-wschodniej Macedonii Północnej, w gminie Koczani.